# Guillermo Moreno Rumié
Guillermo Moreno Rumié (Cali, Colombia, 15 de diciembre de 1951) es un exjugador y entrenador de baloncesto colombiano. En 1972 ingresó a estudiar educación física, recreación y deporte en la Universidad Estatal Morgan. Como jugador disputó dos temporadas en la liga de baloncesto profesional de Venezuela y en la Continental Basketball Association.
Desde 1977 hasta 2006 dirigió las selecciones absolutas de baloncesto masculino y femenino de Colombia, reintegrandose en 2016. Dirige las representaciones del departamento del Valle del Cauca. 
En su carrera como entrenador ha dirigido a Piratas de Bogotá, Leones de Nariño, Paisas de Antioquia, Sabios de Caldas, Indervalle de y Cañoneros de Cúcuta.
Logró el único título de una selección mayor en el Suramericano Femenino de Mayores de 1984, y la clasificación al Campeonato Mundial de Baloncesto Femenino Sub-17 de 2018.

## Palmarés
- Campeonato Sudamericano de Baloncesto Femenino
  -  Oro: 1984
  -  Plata: 2005[7]
  -  Bronce: 2006[7]
- Campeonato Sudamericano de Baloncesto Femenino Sub-17
  -  Oro: 1995